# Marumakkathayam
Marumakkathayam era un sistema de herencia matrilineal que prevalecía en las regiones que ahora forman parte del estado de Kerala, en el sur de la India. La descendencia y la herencia de la propiedad se rastreaba a través de las mujeres. Fue seguido por todas las castas Nair, Ambalavasi y grupos tribales. El varón mayor era considerado el jefe conocido como karanavar y todos los bienes de la familia estaban controlados por él como si fuera el único propietario. Las propiedades no fueron entregadas a sus hijos sino a las hijas de sus hijos oa sus hermanas.
La palabra literalmente significa herencia de los hijos de las hermanas, en oposición a hijos e hijas. 'Marumakkal', en malayalam, significa sobrinos y sobrinas. La familia conjunta bajo el sistema matrilineal se conoce como Tharavad y formó el núcleo de la sociedad en Malabar. El derecho consuetudinario de la herencia fue codificado por la Ley de Madrás Marumakkathayam de 1932, Ley de Madrás N.º 22 de 1933, publicada en el Fort St. George Gazette el 1 de agosto de 1933.
Malabar formó parte de la Presidencia de Madrás en la India británica. En la Ley de Madrás Marumakkathayam de 1932, 'Marumakkathayam' se define como el sistema de herencia en el que la descendencia es trazada por mujeres, y 'Marumakkathayee' significa una persona regida por la ley de herencia Marumakkathayam. El sistema de herencia ahora está abolido por la Ley del Sistema Familiar Conjunto (Abolición) de 1975, por la Legislatura del Estado de Kerala.

## Adaptaciones y cambios modernos
A principios del XX, marumakkattayam se consideraba cada vez más como un remanente indeseable de un pasado feudal, y grupos descontentos, incluidos los hombres de Nair, buscaban reformas. Las reformas fueron impulsadas a pesar de la oposición de las facciones conservadoras encabezadas por Kesava Pillai de Kandamath en el Tribunal de Travancore, el Consejo de Estado de Sree Mulam y por miembros destacados de la sociedad como C. V. Raman Pillai. En los estados de Kochi y Tiruvitankoor, y la provincia india británica de Malabar, que luego se unieron para formar Kerala en 1957.

## Lectura adicional
- den Uyl, Marion (2000). «Kinship and Gender Identity: Some Notes on Marumakkathayam in Kerala».  En Böck, Monika; Rao, Aparna, eds. Culture, creation, and procreation: concepts of kinship in South Asian practice. Berghahn Books. pp. 177-190. ISBN 978-1-57181-911-6. Consultado el 19 de octubre de 2012.

- Datos: Q6777946